# Údolí Bánovského potoka
Údolí Bánovského potoka je přírodní památka severně od obce Bánov. Leží na území Bánova, Uherského Brodu a Šumice v okrese Uherské Hradiště v pohoří Vizovická vrchovina ve Zlínském kraji.

## Další informace
Důvodem ochrany je výskyt bource trnkového (Eriogaster catax) a kuňky žlutobřiché (Bombina variegata), včetně jejich biotopu.